# Dik Mik
Dik Mik właściwie Michael Davies (ur. 1943, zm. 16 listopada 2017) – brytyjski klawiszowiec, członek zespołu Hawkwind.

## Życiorys
Do Hawkwind dołączył w 1969 początkowo w charakterze technicznego zespołu, jednak jeszcze przed pierwszym koncertem został pełnoprawnym klawiszowcem grupy. W 1970 wraz z zespołem wydał jego debitancki album Hawkwind. Niedugo potem uległ wypadkowi samochodowemu w wyniku czego czasowo zawiesił działalność w zespole, a jego miejsce zajął Del Dettmar. Po powrocie do grupy sprowadził do niej swojego współokatora Lemmy'ego Kilmister i nagrał z Hawkwind jeszcze dwa albumy studyjne; In Search Of Space oraz Doremi Fasol Latido, a także koncertowy Space Ritual. Z zespołu odszedł w 1973 i osiadł w Rzymie.